# Fässbergs IF
Maillots
Le Fässbergs IF est un club suédois de football basé à Mölndal. En 2015, il évolue en Division 4, le sixième échelon du football suédois.
Le club est sacré champion de Suède (Svenska Mästerskapet) en 1924.